# As Live as It Gets
As Live as it Gets è il primo album live dei Blaze ed è stato pubblicato nel 2003. Oltre alle canzoni originali della band, contiene anche alcune cover dei Wolfsbane e degli Iron Maiden, di cui il cantante Blaze Bayley era stato membro, ed anche una cover della canzone "Dazed and Confused" dei Led Zeppelin.
Il Disco
As Live as it gets è in definitiva un ottimo lavoro che ci mostra un Blaze Bayley grintoso, in forma come non mai, completamente ristabilito dopo la conclusione della sua esperienza negli Iron Maiden e viene ben supportato dalla “sua” Heavy Metal band.Si comincia con la fulminante Speed of light, cavalcata veramente travolgente che vede fin da subito protagoniste le chitarre di Wray / Slater impegnate in buoni riff. Molto elevato il ritmo dettato da Singer (Batteria) che riscalda a dovere (delicato compito di ogni opener nei Live) il pubblico. When two worlds collide è la prima traccia maideniana; una canzone ben interpretata e che si lascia ascoltare senza problemi. Steel invece è una chicca che rispolvera il passato di Blaze Bayley (Wolfsbane). Una song dal tempo incalzante, dettato magistralmente dal basso di Naylor, che non lascia scampo così come la voce bassa e penetrante di Blaze accompagnata da un bel muro elettrico. Kill and destroy è al limite con il thrash. Riff che definire granitici è davvero poco garantiscono potenza e ancora potenza a questo pezzo vario che a tratti si “ammorbidisce” per poi ritornare alle dure sonorità iniziali. End dream è un pezzo che va a “strappi” alternando ritmi lenti e pesanti ad altri più veloci e melodici. Si rallenta giustamente con Stare at the sun bellissima ballad dall'inizio struggente che poi minuto dopo minuto si apre diventando trascinante con le sue melodie curate impreziosite dall'ugola di Blaze che sfoggia tutta la sua estensione vocale. Land of the blind ha un tempo vario e un il sound futuristico, a tratti ipnotico e tortuoso. Silicon Messiah è un brano melanconico e rabbioso allo stesso tempo. Dopo un inizio triste e “lento” la canzone prende vigore; il chorus, semplicissimo quanto incalzante, e il break centrale rendono il pezzo in questione originale e molto godibile anche dal vivo. Dazed & Confused è come dice Bayley nel disco una “bastardizzazione” di una song di Plant. Cover cantata benissimo e ben reinterpretata.
Il secondo cd comincia con Virus (inedito di The Best of the Beast). Bellissime le diverse sfuriate veloci ed esaltanti in totale contrapposizione che l'inizio e con la fine della song in questione. In the Brave Singer e Naylor (batteria e basso) sono impegnatissimi a dettare a ritmi a dir poco vertiginosi. Fantastica la successione incessante delle strofe per una cavalcata che dal vivo è semplicemente perfetta. Stranger to the light vede come protagoniste assolute le chitarre di Slater e Wray capaci di creare riff e assoli oscuri; atmosfere cupe e tetre magistralmente interpretate dalla voce bassa di Bayley. Ed ecco giungere l'esplosiva Identity una perla di Heavy Metal puro, suonato e cantato benissimo da tutta la formazione e che il pubblico ha gradito, e non poco. È tempo di rispolverare il passato con gli Iron ed ecco giungere in successione Sign of the cross e Futureal, (rispettivamente le due migliori canzoni di The X Factor e di Virtual XI). Segue Gost in the machine; riff potenti si alternano a pezzi più accattivanti e curati, da brivido il break centrale che vede il pubblico cantare più volte “Do You Want To Live Forever!” Born as a stranger mostra il lato più melodico dei Blaze capaci anche di proporre tracce dall'altissimo potenziale commerciale senza per questo tradire l'Heavy più puro. Chiude il live Tenth dimension dotata di un ritmo davvero coinvolgente dettato magistralmente da basso e batteria. Una cavalcata senza punti deboli che si è rivelata degna di chiudere questo doppio cd molto bello As live as it gets.

## Tracce

### CD 1
1. Speed of Light - 4:59
2. Two Worlds Collide - 6:56
3. Steel - 5:10
4. Kill & Destroy - 4:48
5. End Dream - 5:22
6. Stare at the Sun - 7:39
7. Land of the Blind - 3:54
8. Silicon Messiah - 5:30
9. Dazed and Confused - 5:43

### CD 2
1. Virus - 5:15
2. The Brave - 3:46
3. Stranger to the Light - 6:08
4. Identity - 5:01
5. Sign of the Cross - 10:22
6. Futureal - 3:02
7. Ghost in the Machine - 4:32
8. Born As a Stranger - 6:18
9. Tenth Dimension - 7:02

## Formazione
- Blaze Bayley – voce
- Steve Wray – chitarra
- John Slater – chitarra
- Rob Naylor – basso
- Jeff Singer – batteria